# Camallanides
Camallanides ist eine Gattung der Rollschwänze mit 13 Arten. Sie sind Parasiten bei Schlangen.

## Merkmale
Die Backenklappen haben seitlich ein dickes äußeres Längsband. Die Mundkapsel ist hinter den beiden Klappen stark reduziert oder gar nicht mehr ausgebildet. Der rücken- und bauchseitige Dreizahn (Tridens) ist durch einen sklerotisierten Zapfen ersetzt.

## Systematik
Hodda (2022) ordnet die Gattung in die Tribus Camallanini, Untertribus Camallaninii ein. Die Gattung enthält folgende Arten:
- Camallanides bungari (MacCallum, 1918)
- Camallanides cerberi Jones, 1978
- Camallanides dhamini Deshmukh, 1968
- Camallanides guptai Gupta & Naiyer, 1993
- Camallanides hemidenta Majumdar, 1965
- Camallanides lucknowensis Gupta & Naqvi, 1984
- Camallanides malayensis Fusco & Palmieri, 1980
- Camallanides piscatori Khera, 1956
- Camallanides prashadi Baylis & Daubney, 1922
- Camallanides pseudoeutropiusi Gupta & Naqvi, 1984
- Camallanides ptyas Khera, 1954
- Camallanides tenorai Arya, 1980
- Camallanides veenae Gupta & Duggal, 1984